# Корнич
Ко́рнич — село в Україні, у Коломийській міській громаді Коломийського району Івано-Франківської області, колишній центр сільської ради.

## Населення

### Мова
Розподіл населення за рідною мовою за даними перепису 2001 року:
| Мова            | Кількість | Відсоток |
| --------------- | --------- | -------- |
| українська      | 2012      | 98.82%   |
| російська       | 22        | 1.08%    |
| румунська       | 1         | 0.05%    |
| інші/не вказали | 1         | 0.05%    |
| Усього          | 2036      | 100%     |

## Опис
Лежить на лівому березі Прута, за 7 км від районного центру, за 3 км від залізничної станції Матіївці. Через село проходить шосе.
Населення — 1821 особа. Сільській раді підпорядковане село Грушів.
У Корничі є середня школа, будинок культури, дитячий садочок «Калинка», бібліотека, шкільний краєзнавчий музей, спортивна дитяча школа.
Сільський староста: Федуник Роман

## Історія
На території Корнича і Грушева виявлено поселення трипільської культури, доби пізньої бронзи, 2 могильники культури карпатських курганів та поселення давньоруських часів.
Вперше в письмових джерелах Корнич згадується 1472 року.
Мешканці села перебували в повстанських загонах під час Національно-визвольної війни українського народу 1648—1657 років. Свою патріотичну позицію вони також виявили в часи Першої світової війни та добу національно-визвольних змагань 1917—1921 рр. Зокрема, в лавах Українського січового стрілецтва в обороні рідного краю воювали Василь Гаврилюк (син Ілька), Юрко Ганущак (син Федора), Василь Калиняк (син Гната), Іван Клапчук (син Миколи), Василь Павлюк (син Грицька), Василь Уграк  (син Ілька). 
У  1932 році побудовано велику муровану церкву св. Миколая заввишки 45 метрів, духовним наставником є о. Василь Коновалюк. Храмове свято — на літнього Миколи.
У 1961 році побудовано нову ЗОШ — 1-3 ступенів, директор Лапчинський  Василь  Петрович.
У 1976 році відкрито будинок культури, директор — Йосипчук  Орест  Миколаєвич, у приміщенні будинку культури знаходиться бібліотека (завідувач — Григорчук Орися Іванівна) та дитяча спортивна школа (директор — Воронюк  Василь Іванович).
У 1982 році відкрито дитячий садок «Калинка» (завідувач — Павлюк Орися Василівна).
У селі споруджено пам'ятник воїнам — односельчанам, які загинули в роки Другої світової війни.
Відновлено 3 листопада 1989 року стрілецьку могилу, зруйновану у 1949 році. Це була перша відновлена могила, заввишки 4 м, висипана за одну ніч односельцями — Ярославом Павлюком та Мирославом Григорчуком, організатор — Михайло Антонюк. 24 жовтня 1989 року десятки синьо-жовтих прапорів майоріли, а могила була закладена свічками — зійшлося все село на мітинг.
30 серпня 1992 року відкрито погруддя великому мислителю, філософу, письменнику Іванові Франку. Організатором був Михайло Васильович Антонюк.
3 вересня 1989 року відбувся перший відновлений «Фестин».
Хрест воїнам УПА встановлений на місці загибелі героїв-повстанців. Виготовлений майстром різьбярем Степаном Смільським, освячений 5 червня 1994 року. Дерев'яний хрест замінено на залізний майстром Ігорем Грабом.
Гордістю нашого села був майстер-ткач Антонюк Іван Васильович, про його життя знято документальний фільм «Свято на вулиці вуйка Івана». Своє вміння передав народній майстрині Катерині Романенчук.
У 2021 році відкрили амбулаторію загальної практики сімейної медицини.

## Особистості
- Антонюк Іван Васильович (1923–1995) — майстер народної творчості, народний майстер (1985).
- Городницька Ярослава Михайлівна (нар. 1927) — заслужений учитель України (2007).
- Григорчук Іван Федорович (1927–2023) — український математик, у 1944—46 воїн УПА.
- Григорчук Роман Йосипович (нар. 1965) — український футболіст та футбольний тренер.
- Клапчук Михайло Миколайович (1920–1984) — український етнограф, археолог, геолог.
- Рябий Василь Михайлович (нар. 1954) — український поет, письменник.

## Світлини

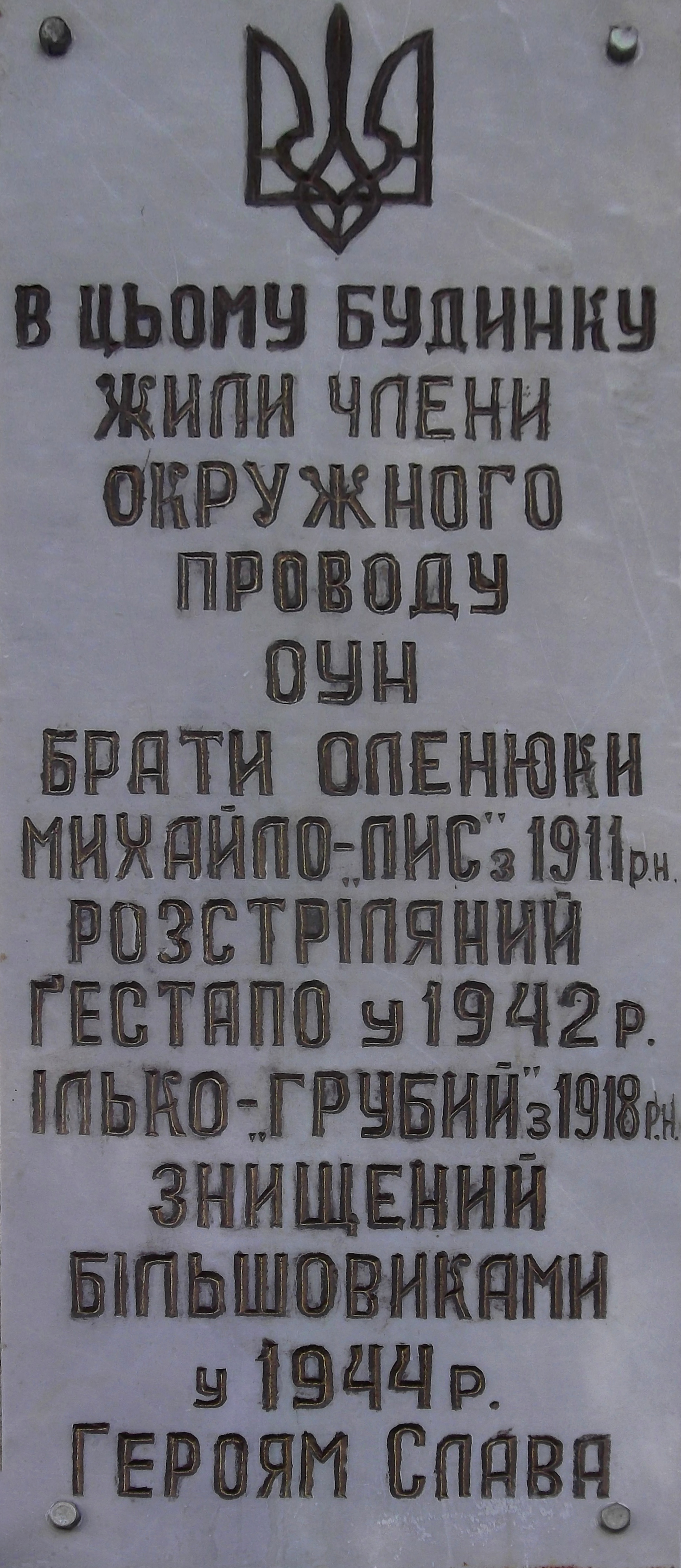